# Baumangel
Ein Baumangel ist die Abweichung des Ist-Zustandes eines Bauwerks vom geschuldeten Soll-Zustand.

## Sachmangel

### Definition
Der Baumangel ist der häufig für den Sachmangel bei Bauverträgen verwendete Begriff.
Bei BGB-Verträgen ist das Bauwerk frei von Sachmängeln, wenn es die vereinbarte Beschaffenheit hat (§ 633 Abs. 2 S. 1 BGB), die üblicherweise in einer Leistungsbeschreibung und in Plänen enthalten ist.
Soweit die Beschaffenheit nicht vereinbart ist, ist das Werk frei von Sachmängeln,
1. wenn es sich für die nach dem Vertrag vorausgesetzte, sonst
2. für die gewöhnliche Verwendung eignet und eine Beschaffenheit aufweist, die bei Werken der gleichen Art üblich ist und die der Besteller/Auftraggeber nach der Art des Werkes erwarten kann (§ 633 Abs. 2 S. 2 BGB).

Seit der am 1. Januar 2002 in Kraft getretenen Schuldrechtsreform ist die Definition des Baumangels bzw. des Sachmangels inhaltlich die gleiche wie die des (ebenfalls neu definierten) Sachmangels bei Kaufverträgen. Die früher verwendeten Begriffe der Tauglichkeit zu dem gewöhnlichen oder nach dem Vertrag vorausgesetzten Gebrauch und der zugesicherten Eigenschaft gibt es seitdem nicht mehr. Insbesondere die zugesicherte Eigenschaft mit ihren besonderen Rechtsfolgen ist ersatzlos weggefallen.
Bei VOB-Verträgen muss das Bauwerk außerdem auch den anerkannten Regeln der Technik entsprechen (§ 13 Nr. 1 S. 2 VOB/B).
Nachdem die Definition primär auf die vereinbarte Beschaffenheit abstellt, können kaum lösbare Probleme auftreten, wenn die Vereinbarung in sich widersprüchlich oder fehlerhaft ist, wenn z. B. die Leistungsbeschreibung nicht mit den Plänen übereinstimmt oder diese Vertragsbestandteile in sich widersprüchlich sind, wenn die Leistungsbeschreibung oder die Pläne Details vorsehen, die eigentlich von keiner Partei gewollt und objektiv als fehlerhaft angesehen werden oder wenn Leistungsbeschreibung und Pläne nicht mit den anerkannten Regeln der Technik übereinstimmen.

### Maßgeblicher Zeitpunkt
Maßgeblicher Zeitpunkt für das Vorliegen eines Baumangels ist der Zeitpunkt der Abnahme (§ 633 Abs. 1 BGB, § 13 Nr. 1 S. 1 VOB/B), die auch den Gefahrübergang auslöst (§ 644 Abs. 1 BGB). Das Bauwerk muss also zu diesem Zeitpunkt mangelfrei sein.
Mängel, die nach der Abnahme während der Gewährleistungszeit (heute präziser: Verjährungsfrist für Mängelansprüche) auftreten, gehen in der Regel auf eine mangelhafte bzw. vertragswidrige Ausführung zurück, so dass der Baumangel bereits im Zeitpunkt der Abnahme vorhanden, wenn auch noch nicht äußerlich sichtbar war. Der Defekt kann aber auch durch spätere Ereignisse verursacht worden sein und ist dann kein Baumangel bzw. Sachmangel. Im Einzelfall kann dies schwierig zu unterscheiden sein, z. B. kann der Sturmschaden am Dach allein durch orkanartige Sturmböen verursacht worden sein, er kann aber auch darauf zurückzuführen sein, dass die Befestigung der Dachziegel unsachgemäß und somit mangelhaft war.
Bei Baumängeln, die schon vor der Abnahme auftreten, kann der Auftraggeber verlangen, dass die mangelhafte Leistung durch eine mangelfreie Leistung ersetzt wird (§ 4 Abs. 7 VOB/B).

### Darlegung
Nach der so genannten Symptomrechtsprechung genügt es, wenn der Mangel sinnlich wahrgenommen und in seinem äußeren Erscheinungsbild beschrieben wird. Das bedeutet, dass der Bauherr weder in außergerichtlichen Schreiben noch in Schriftsätzen, mit denen er seine Ansprüche geltend macht, eine Mangelursache angeben muss.

### Beweislast
Bis zur Abnahme hat der Auftragnehmer nachzuweisen, dass sein Werk mangelfrei ist. Ab der Abnahme hat der Auftraggeber (Bauherr) im Streitfall darzulegen (sog. Darlegungslast), dass ein Baumangel besteht.

## Ansprüche
Bei einem Baumangel hat der Auftraggeber vorrangig Anspruch auf Mängelbeseitigung. Dem Auftragnehmer muss die Gelegenheit zur Mangelbeseitigung gegeben werden. Der Auftragnehmer kann die Beseitigung bei Unmöglichkeit, Unverhältnismäßigkeit oder Unzumutbarkeit verweigern. In diesem Fall steht dem Auftraggeber eine Minderung zu. Nur wenn der Auftragnehmer die Mangelbeseitigung unberechtigt verweigert, kann der Auftraggeber die Mangelbeseitigung im Rahmen der Ersatzvornahme selbst durchführen oder durchführen lassen. Der Einwand der Unverhältnismäßigkeit ist nicht zulässig, wenn eine Eigenschaft zugesichert war oder grobe Fahrlässigkeit oder Vorsatz vorlag.

## Mangelfolgen
Nicht behobene Baumängel führen im Allgemeinen zu einer Wertminderung des Bauwerks. Gravierende Baumängel – wie zum Beispiel fehlerhafte Wärmedämmung des Gebäudes – können unter anderem auch zu gesundheitlichen Belastungen der Nutzer führen, z. B. durch Auftreten von Schimmelpilzen bzw. deren Sporen.
Dabei wird unterschieden:
- Mangelschaden: ein Mangel, der einen Schaden an einem Bauwerk darstellt,
- Mangelfolgeschaden: dieser entsteht durch weitergehende Schäden am Vermögen des Auftraggebers.